# Prażanie

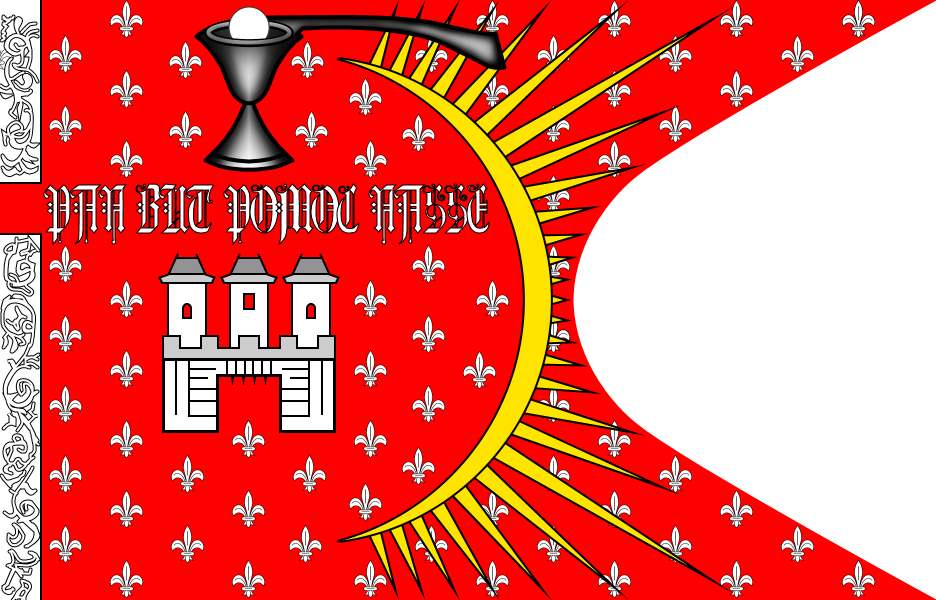
„Sztandar praski”, pod którym walczyły oddziały praskie podczas wojen husyckich. W 1649 został zrabowany przez Szwedów i wywieziony do Sztokholmu

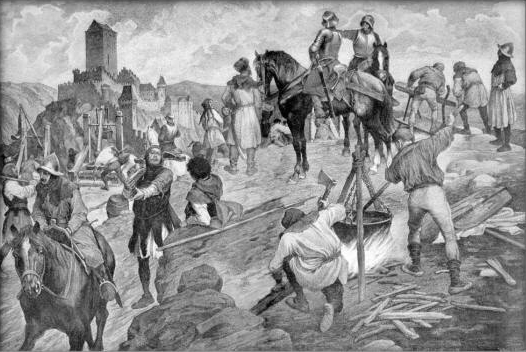
Prażanie oblegający Karlsztejn, obraz Věnceslava Černego

Prascy husyci, Związek Praski (cz. Pražský svaz lub pražský městský svaz) lub po prostu „prażanie” (cz. pražané) – frakcja umiarkowanych husytów z siedzibą w Pradze – stolicy Królestwa Czech. 
We wrześniu 1420, w pierwszym roku wojen husyckich, prascy husyci, dowodzeni przez Hynka Krušinę z Lichtenburga, oblegli zamek Wyszehrad, który był obsadzony przez czeskich i niemieckich żołnierzy wiernych cesarzowi. Założyli obóz wojskowy na pobliskim wzgórzu i prowadzili pojedynki artyleryjskie z garnizonem Wyszehradu. Oddziały cesarskie z pobliskiego zamku Hradczany ostrzeliwały Stare Miasto w celu wsparcia oblężonego garnizonu Wyszehrad. Prascy husyci wysłali wezwanie o pomoc, w wyniku czego oddziały w liczbie kilku tysięcy husyckich żołnierzy, przybyły z Hradca Králové, Loun i Žatca. Jednak Tábor, siedziba taborytów, radykalnej frakcji husyckiej, wysłał tylko oddział czterdziestu kawalerzystów. Następnie prascy husyci całkowicie otoczyli zamek, co zmusiło garnizon do podjęcia negocjacji i kapitulacji, jeśli utrzymał się brak zapasów, a cesarz Zygmunt nie przybył, aby wesprzeć załogę do poranka 31 października. 
Zygmunt przybył w południe, 31 października i stwierdził, że zamek już się poddał. Następnego dnia rozpoczęto więc bitwę pod Wyszehradem, w której jego wojska zostały pokonane. Radykalni kapłani husyccy wzywali do pozostawienia ciał nieprzyjaciół na polu walki, lecz prascy husyci wezwania te zignorowali. Zamek został zdobyty i ograbiony, a 21 czerwca 1421 Hradczany zostały również zajęte przez husytów i podobnie splądrowane. 
Prascy husyci skupiali przede wszystkim czeską szlachtę i kupców, w przeciwieństwie do taborytów i orebitów, gdzie większość stanowili chłopi i duchowni niższej klasy. Podczas wojen husyckich, prascy husyci próbowali zjednoczyć mniejsze grupy husyckie, ale wysiłki te utrudniali taboryci, którzy przejęli kontrolę nad społecznościami w południowych Czechach.